# Maggiana
Maggiana (Magiàna in dialetto lecchese) è una frazione del comune di Mandello del Lario. Il nucleo storico del paese si sviluppa intorno all'antica e alta torre medioevale oggi nota come Torre di Federico in quanto probabilmente Federico Barbarossa vi soggiornò di ritorno dalla campagna in Italia.  La chiesetta della frazione invece sorge sul confine verso valle dell'abitato da cui si domina Mandello ed il lago di Como.

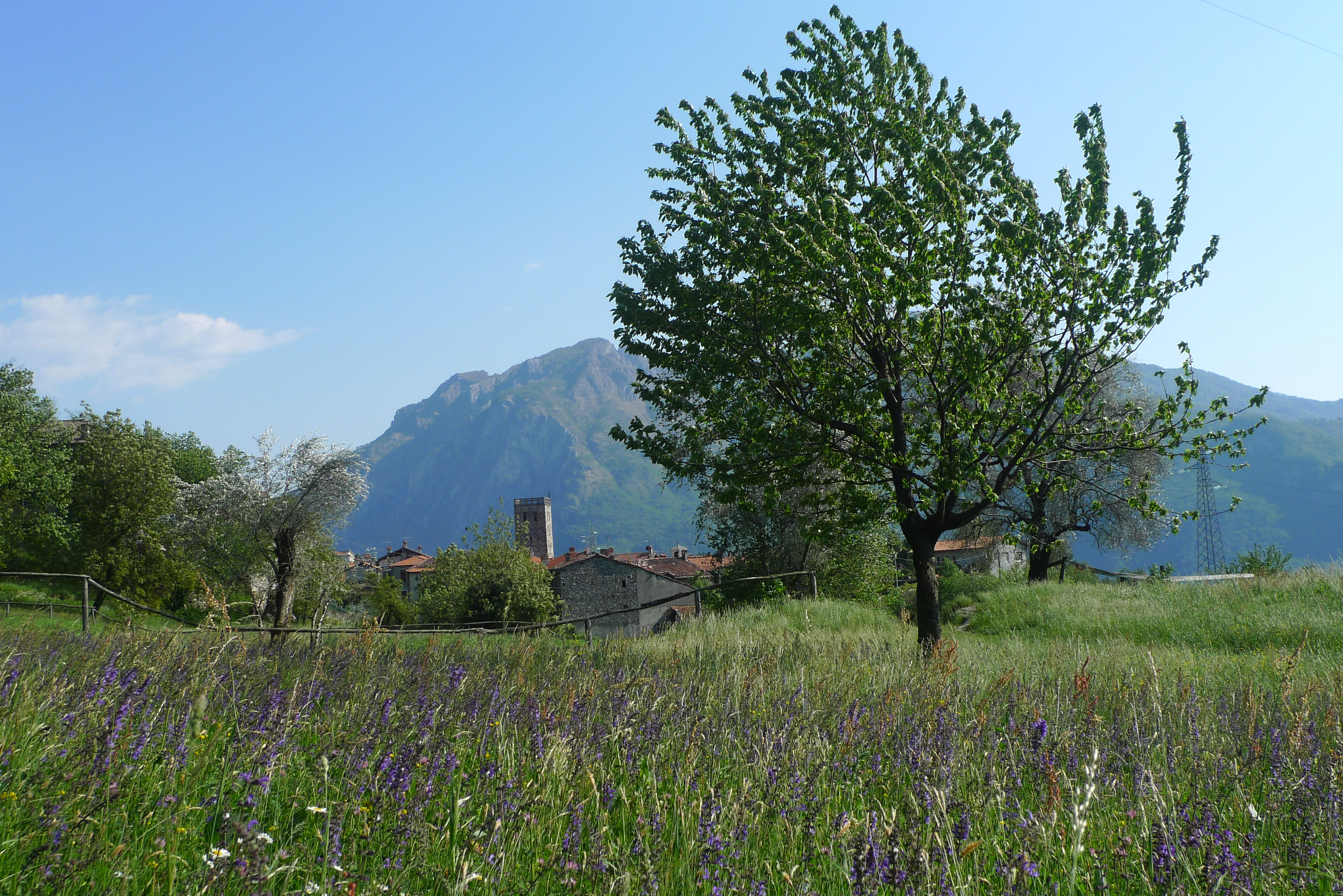

## Storia
Solo nel 1621, erigendosi la parrocchia di Sant'Antonio in Crebbio (giuridicamente Comune di Abbadia Lariana), Maggiana fu assegnata ecclesiasticamente alla nuova parrocchia sottraendola a quella matrice di Mandello.

## Torre del Barbarossa
La Torre del Barbarossa, conosciuta anche come Torre di Maggiana, è una torre in muratura situata a Maggiana databile intorno al XII secolo che avrebbe ospitato Federico Barbarossa durante il suo passaggio in Italia.
Essa attualmente è adibita a museo etnografico e della civiltà contadina locale. Il museo è allestito dall'associazione locale "Gruppo Amici di MAGgiana" (GAMAG) ed è visitabile solo su prenotazione.

## Lavatoio
Il lavatoio di Maggiana è stato scolpito interamente a mano, le massaie del posto possono ancora oggi lavare i panni nella vasca
principale. L'acqua non è potabile.